# Khu nghỉ dưỡng Hoa Sen Trắng (mùa 3)
Phần thứ ba của The White Lotus, loạt phim truyền hình hài châm biếm Mỹ, phát sóng ngày 16 tháng 2 năm 2025 trên HBO. Phim do Mike White sáng lập, biên kịch và đạo diễn. Dự án được cho phép sản xuất ngày 18 tháng 11 năm 2022 và bắt đầu ghi hình ở Băng Cốc, Phuket, Ko Samui từ tháng 2 đến tháng 8 năm 2024.
Mùa 3 gồm tám tập, với sự tham gia của các diễn viên Leslie Bibb, Carrie Coon, Walton Goggins, Sarah Catherine Hook, Jason Isaacs, Lalisa Manobal, Michelle Monaghan, Sam Nivola, Lek Patravadi, Parker Posey, Natasha Rothwell, Patrick Schwarzenegger, Tayme Thapthimthong và Aimee Lou Wood.

## Phân vai

### Chính
Nhóm nhân vật Ratliff
- Jason Isaacs vai Timothy Ratliff, một doanh nhân có nguy cơ bị kết án, chồng của Victoria[1][2]
- Parker Posey vai Victoria, vợ Timothy[1][2]
- Patrick Schwarzenegger vai Saxon, con trai cả, làm cùng công ty với cha, tính cách phóng đãng[1][2]
- Sarah Catherine Hook vai Piper, con gái thứ hai, sinh viên ngành tôn giáo, tới Thái Lan tìm hiểu đạo Phật[1][2]
- Sam Nivola vai Lochlan, con trai út, cậu học sinh cấp ba rụt rè[1][2]

Nhóm nhân vật Jaclyn
- Michelle Monaghan vai Jaclyn Lemon, nữ diễn viên nổi tiếng, đi du lịch cùng hội bạn lâu không gặp là Laurie và Kate[1][2]
- Carrie Coon vai Laurie Duffy, một luật sư mới ly dị chồng ở New York, bạn Jaclyn[1][2]
- Leslie Bibb vai Kate Bohr, thành viên câu lạc bộ đồng quê, đến từ Austin, Texas, bạn Jaclyn[1][2]

Nhóm nhân vật Rick
- Walton Goggins vai Rick Hatchett, một người đàn ông bí hiểm và đăm chiêu, đi chơi cùng bạn gái trẻ tuổi là Chelsea[1][2]
- Aimee Lou Wood vai Chelsea, cô gái trẻ hồn nhiên đến từ Manchester, Anh, bạn gái Rick[1][2]
- Sam Rockwell vai Frank, bạn Rick ở Băng Cốc

Nhóm nhân vật Belinda
- Natasha Rothwell vai Belinda Lindsey, quản lý khu spa của White Lotus chi nhánh Hawaii trong phần một, tới Thái Lan trong chương trình trao đổi
- Lek Patravadi vai Sritala Hollinger, một người phụ nữ quyền lực, là một trong những người chủ của khách sạn[1][2]
- Lalisa Manobal vai Thidapon "Mook" Sornsin, nhân viên chăm sóc sức khoẻ[1][2]
- Tayme Thapthimthong vai Gaitok, bảo vệ[1][2]
- Jon Gries vai "Gary" / Greg Hunt, chồng cũ Tanya trong phần trước, hiện là bạn trai Chloe

### Phụ
- Charlotte Le Bon vai Chloe, một cựu người mẫu trẻ gốc Canada - Pháp, bạn gái Gary
- Nicholas Duvernay vai Zion Lindsey, con trai Belinda, tới thăm mẹ sau khi hoàn thành khoá học
- Arnas Fedaravicius vai Valentin, nhân viên chăm sóc sức khoẻ cho nhóm của Jaclyn
- Christian Friedel vai Fabian, quản lý khách sạn
- Dom Hetrakul vai Pornchai, chuyên gia sức khoẻ, hỗ trợ cho Belinda
- Morgana O'Reilly vai Pam, nhân viên chăm sóc cho nhà Ratliff
- Shalini Peiris vai Amrita, nhân viên trị liệu tâm lý
- Scott Glenn vai Jim Hollinger, chồng người Mỹ của Sritala

### Khách mời
- Ke Huy Quan vai Kenneth "Kenny" Nguyen (lồng tiếng), bạn làm ăn của Timothy[3]
- Carl Boudreaux và Natalie Cole vai khách hàng[4]

## Danh sách tập
| TT. tổng thể | TT. trong mùa phim | Tiêu đề                   | Đạo diễn   | Biên kịch  | Ngày phát hành gốc  | Người xem tại U.S. (triệu) |
| --- | ------------------ | ------------------------- | ---------- | ---------- | ------------------- | -------------------------- |
| 14 | 1                  | "Same Spirits, New Forms" | Mike White | Mike White | 16 tháng 2 năm 2025 | 0.420                      |
| Con trai Belinda là Zion, đến White Lotus ở Ko Samui tham gia buổi thiền. Anh và chuyên viên Amrita đang tập thì có tiếng nổ súng, mọi người chạy tán loạn. Anh sợ hãi nhảy xuống hồ nước để tránh nguy hiểm, tình cờ nhìn thấy một xác chết trôi lại gần. Phim lùi thời gian về một tuần trước đó khi con thuyền chở khách cập bến. Các vị khách gồm: Rick Hatchett và bạn gái trẻ Chelsea người Anh; gia đình doanh nhân Timothy và Victoria Ratliff cùng ba con Saxon, Piper, Lochlan; hội bạn thân Jaclyn, Kate, Laurie; nhân viên trao đổi Belinda. Tất cả được bà chủ Sritala và quản lý Fabian đón chào. Ở một cảnh khác, bảo vệ Gaitok tán tỉnh nhân viên Mook sau khi cho cô đi nhờ xe đi làm. Belinda được chuyên viên Pornchai hướng dẫn trong chương trình trao đổi. Nhà Ratliff do nhân viên Pam hỗ trợ, Mook hỗ trợ cặp của Rick, trong khi nhân viên Valentin người Nga phụ trách nhóm Jaclyn. Timothy nhận được cuộc gọi từ nhà báo, cảnh báo về việc làm ăn phi pháp mà ông từng dính líu. Bộ ba Jaclyn chuyện phiếm về cuộc đời viên mãn của mình, Laurie tỏ ra vui vẻ nhưng sau đó lên phòng trước và bật khóc. Rick khó chịu và đăm chiêu trong suốt chuyến đi, anh bí mật tìm hiểu thông tin về ông chồng người Mỹ, Jim Hollinger, của Sritala. Chelsea tình cờ làm bạn với một cựu người mẫu tên Chloe, bạn trai cô này chính là Greg, chồng cũ Tanya trong phần trước.                                                          |                    |                           |            |            |                     |                            |
| 15 | 2                  | "Special Treatments"      | Mike White | Mike White | 23 tháng 2 năm 2025 | 0.687                      |
| Sau khi Laurie lên phòng, Kate và Jaclyn bàn tán về vụ ly dị chồng và đứa con gái ngỗ ngược của cô. Sáng hôm sau, Kate bắt chuyện với Victoria khi tình cờ nhận ra cả hai từng đi tiệc chung cách đây 10 năm. Victoria thờ ơ và không quan tâm, còn nhóm của Kate cảm thấy bà vợ này thật mất lịch sự. Ở buổi trị liệu, Rick bắt cặp với Amrita, anh ít nói và chỉ úp mở về quá khứ đen tối. Belinda và Pornchai hướng dẫn cách mát xa truyền thống của hai vùng cho nhau. Lochlan nói với Piper về việc Saxon khen cô hấp dẫn, làm cô cảm thấy khó chịu. Gaitok tỏ tình với Mook nhưng bị từ chối. Một lúc sau, khi Gaitok đang nói chuyện với Valentin ở cổng bảo vệ thì một chiếc ô tô lao thẳng vào khách sạn, tới cửa hàng trang sức khi đang có Chelsea và Chloe ở đó. Tên cướp dùng súng đe doạ, đập kính và lấy hết hàng hoá. Trên đường tẩu thoát, hắn đánh ngất Gaitok. Tối hôm đó, cặp Chelsea và Chloe cùng đi ăn với nhau, Gary (Greg) và Rick nói chuyện úp mở về công việc của mình. Trên phòng, Kate và Laurie nói xấu Jaclyn về chuyện cưới chồng trẻ và tính tự mãn của cô. Timothy gọi điện cho bạn làm ăn Kenny trong thương vụ trước đó, Kenny hoảng sợ vì bị phát giác, doạ tự tử. Rick nghe lỏm được chuyện chồng Sritala được ra viện, anh nói với Chelsea sẽ đi Bangkok vài ngày. |                    |                           |            |            |                     |                            |
| 16 | 3                  | "The Meaning of Dreams"   | Mike White | Mike White | 2 tháng 3 năm 2025  | 0.507                      |
| Victoria nằm mơ đi ra bờ biển và gặp một trận sóng thần, Piper cho rằng đó có thể là điềm báo chuyến lớn sắp xảy ra. Văn phòng Timothy được báo đang bị cảnh sát lục soát khiến ông trở nên hoảng loạn. Rick tự giới thiệu với Sritala mình là nhà làm phim, muốn mời bà tham gia dự án để từ đó kiếm cớ đi Bangkok. Chelsea nhìn thấy và bắt đầu nghi ngờ. Trong buổi chăm sóc thể chất, chuyên viên hỏi Lochlan về cách anh thể hiện bản thân trong gia đình, liệu rằng anh có quá rụt rè không. Hai vệ sĩ nhà Sritala chế giễu Gaitok, nói rằng anh lẽ ra đã bị Fabian sa thải nhưng được Sritala giữ lại. Cặp Chelsea sau đó đi xem show rắn, Rick say rượu và thả hết rắn độc ra khiến Chelsea bị cắn, cô may mắn chỉ bị thương và quay về được khách sạn. Piper đến chùa, dự kiến sắp xếp một khoá học mùa hè ở đây. Victoria thấy chồng căng thẳng, bèn cho uống thuốc an thần khiến ông ngủ cả ngày. Buổi tối, ông lại tự lấy thêm thuốc để dễ ngủ. Belinda nhớ lại chuyện cũ, cô tới bàn của Greg hỏi thăm, khi đó có cả Chloe và cặp của Rick ngồi cùng. Greg giả vờ hoàn toàn không biết gì về cô và chuyện với Tanya trước đó. Gaitok được báo ngày mai lên gặp Fabian nói chuyện, nhưng không rõ về việc gì. Sau khi Kate thừa nhận chồng bầu cho Donald Trump còn cô theo chủ nghĩa độc lập (không nghiêng về đảng nào), Jaclyn và Laurie quay ra bàn tán sau lưng cô.                                                                   |                    |                           |            |            |                     |                            |
| 17 | 4                  | "Hide or Seek"            | Mike White | Mike White | 9 tháng 3 năm 2025  | 0.677                      |
| Gaitok được Fabian trang bị thêm súng để chống cướp. Nhà Ratliff giao lưu với cặp Greg và cặp Rick trên du thuyền. Chelsea hỏi Rick về chuyến đi Bangkok và sự lạnh nhạt của anh đối với cô. Rick tiết lộ Jim Hollinger nhiều khả năng là hung thủ giết cha anh hồi nhỏ. Piper nói với Lochlan cô chỉ kiếm cớ làm luận văn để tới Thái Lan, thực ra cô muốn ở lại một năm và đang tìm cách nói thẳng với cả nhà. Hội Jaclyn đi tới một khu nghỉ dưỡng gần đó theo gợi ý của Valentin để đổi không khí, nhưng do chỉ toàn người già nên cả nhóm quay về. Trên đường về, cả ba gặp lễ Songkran và bị hắt nước, sau đó họ đi chơi với hội bạn của Valentin. Luật sư của Timothy nói rằng Kenny đã thú tội với cảnh sát và chuẩn bị đi tù, sự việc khiến Timothy sợ hãi và lấy trộm khẩu súng của Gaitok. Belinda lên mạng tìm kiếm và phát hiện ra chuyện Tanya đã chết còn Greg chạy trốn, Greg cũng không đi tiệc Full Moon mà quay về tìm hiểu mẹ con Belinda trên Instagram. |                    |                           |            |            |                     |                            |
| 18 | 5                  | "Full-Moon Party"         | Mike White | Mike White | 16 tháng 3 năm 2025 | TBD                        |
| Piper nói thật cho cha mẹ biết về việc ở lại Thái Lan, khiến cho cả hai bị sốc. Hai mẹ con cô bất đồng quan điểm và cãi nhau, trong khi Timothy hoàn toàn bị căng thẳng về chuyện công việc. Gaitok hỏi Timothy về khẩu súng nhưng ông phủ nhận. Chloe, Chelsea, Saxon và Lochlan đi chơi tiệc Full Moon, cả nhóm chơi thuốc. Chelsea không thể gọi được cho Rick, trong khi đó Chloe khuyên cô thử làm quen với người mới. Saxon truyền cho Lochlan kinh nghiệm tán tỉnh phụ nữ. Fabian nói với Belinda rằng Gary/Greg đang dò hỏi về cô, khiến Belinda phải tiết lộ chuyện của hắn, tuy vậy Fabian từ chối báo cảnh sát. Belinda sau đó kể lại sự việc cho Pornchai, hai người nảy sinh tình cảm và hôn nhau. Rick gặp người bạn tên Frank ở Băng Cốc, anh xách theo một chiếc túi cho Rick. Cả hai ngồi tán gẫu về đời sống tình dục phóng đãng của Frank nơi đây. Hội Jaclyn đi club cùng đám bạn của Valentin, về phòng, cả nhóm lại nhậu tiếp ở bể bơi. Jaclyn và Laurie tiệc tùng thoải mái còn Kate có phần chừng mực. Tiệc tan, Jaclyn bí mật gọi Valentin về phòng quan hệ. Nhóm Chloe lúc này đã phê thuốc và say rượu, Saxon và Lochlan hôn nhau trong tình trạng mất kiểm soát. Ở Băng Cốc, Rick về khách sạn, anh mở túi ra và hé lộ bên trong có một khẩu súng. Đêm hôm đó, Timothy viết thư tuyệt mệnh, khi ông lấy súng định tự tử thì Victoria vô tình bước vào, không hề biết chồng đang làm gì. Bị giật mình, ông tạm dừng ý định. |                    |                           |            |            |                     |                            |
| 19 | 6                  | "Denials"                 | Mike White | Mike White | 23 tháng 3 năm 2025 | TBD                        |
| Timothy bắt đầu bị hoang tưởng, luôn nghĩ tới việc tự tử. Zion tới khách sạn thăm mẹ. Kate nhìn thấy Jaclyn tiễn Valentin ra khỏi phòng nên kể lại cho Laurie, khiến cô bực mình vì trước đó Jaclyn luôn nói Laurie nên cặp với anh. Gary ghen vì Chloe đi chơi với anh em Saxon, cô thú nhận đã quan hệ với Saxon. Vợ chồng Timothy đi chùa kiểm tra nơi Piper muốn ở. Timothy hỏi sư thầy về cái chết, ông thấy hài lòng về vị sư nên đứng về phía con gái. Victoria vẫn không đồng ý nhưng nói Piper ở lại đây một đêm để trải nghiệm thực tế, Lochlan tình nguyện ở cùng để hỗ trợ. Laurie chất vấn Jaclyn, nói rằng Kate kể đã thấy cô và Valentin, ba người bắt đầu nảy sinh mâu thuẫn. Pornchai gợi ý chuyện mở spa với Belinda ở Thái Lan, cũng là ước mơ của cô bấy lâu nay. Ở Băng Cốc, Rick gặp Sritala, anh nói cần phải về nhà bà để tìm hiểu tính cách trước khi mời bà đóng phim. Saxon hỏi Chelsea chuyện tối qua, cô nói mình là người chung thuỷ nên đã không quan hệ. Thấy Saxon không nhớ, Chloe nói cô, anh và Lochlan đã quan hệ tay ba và chính Lochlan là người đã thủ dâm cho anh. Cô sau đó mời anh dự một buổi tiệc có vẻ mờ ám do Gary tổ chức. Gaitok lợi dụng nhà Ratliff đi vắng, lẻn vào lấy lại khẩu súng. Gary gặp Belinda, hắn cũng mời cô đi tiệc nhưng cô từ chối. Rick và Frank đến thăm nhà Sritala, trong áo khoác anh đã thủ sẵn khẩu súng.                                                                   |                    |                           |            |            |                     |                            |
| 20 | 7                  | "Killer Instincts"        | Mike White | Mike White | 30 tháng 3 năm 2025 | TBD                        |
| 21 | 8                  | "Amor Fati"               | Mike White | Mike White | 6 tháng 4 năm 2025  | TBD                        |